# Revue d'histoire de la pharmacie
La Revue d'histoire de la pharmacie, fundada en 1913, es una revista francesa de historia de la ciencia y de la tecnología, con vocación especial por las ciencias ligadas a la farmacia.

## Historia
La revista nació como un órgano de la Sociedad de Historia de la Farmacia, también fundada en 1913,  y con el tiempo se ha convertido en la revista mundial más antigua dedicada a la farmacia y su historia. Desde su creación hasta 1930,  se denominó Bulletin de la Société d'histoire de la pharmaccie (literal Boletín de la Sociedad de Historia de la Farmacia). 
Su fundador fue Eugène-Humbert Guitard. Desde 1996, su director es Thierry Lefebvre  .